# نورث سنت پل (مینه‌سوتا)
نورث سنت پل (به انگلیسی: North St. Paul) شهری در شهرستان رمزی ایالت مینه‌سوتا در کشور ایالات متحده آمریکا است که جمعیت آن در سرشماری سال ۲۰۱۰ میلادی، ۱۱۴۶۰ نفر بوده‌است.